# Verbjaž
Verbjaž (ukrajinsky Верб'яж, maďarsky Verebes) je obec v nyžněvorotské vesnické komunitě (hromadě), v mukačevském okrese Zakarpatské oblasti Ukrajiny. V roce 2025 zde žilo 916 obyvatel; v celé obci žilo 2003 obyvatel.

## Geografie
Ve středu obce začíná prudké stoupání silnice vedoucí do Lvova. Četné klikaté serpentiny vedou do Vereckého průsmyku (841 m n. m.), tzv. brány do Evropy. Verbjaž sousedí s osadou Zavadka.

## Části obce
- Verbjaž
  - Babljuk (Баблюк)
  - Nova Roztoka (Нова Розтока)
  - Hlybokyj Potik (Глибокий Потік)
  - Petrusovyc (Петрусовиц)

- Zavadka
  - Perešyr (Перешир)

## Historie
Do uzavření Trianonské smlouvy byla obec součástí Uherska, poté byla součástí Československa. V roce 1939 se východní oblast Československa stala malou samostatnou republikou Karpatská Ukrajina, kterou vzápětí obsadilo Maďarsko. Od roku 1945 byla obec součástí Ukrajinské sovětské socialistické republiky, která byla součástí SSSR. Od roku 1991 je obec součástí nezávislé Ukrajiny.